# 黑洞炸彈
黑洞炸彈通過超輻射散射來放大撞擊在旋轉黑洞上的玻色子場，因其物理效果而命名。另外，磁場的靜止質量不能等於零。反射時，散射波將在包圍物（可能結構為玻璃等反射物料）與黑洞之間來回反射，散射波在每次反射時都會被放大。該玻色子場的增長被認為是指數級增長且不穩定的。黑洞炸彈發揮作用的機制稱為超輻射不穩定性。

## 歷史
由於角動量和能源可以被轉移，因此人類可以從一個旋轉的黑洞取得能量。這個猜想是由羅傑.彭羅斯於1971年提出的。並於1972年，於W.H.新聞和S.A.Teukolsky，對黑洞做出了第一次討論。如果這樣的物理現象是自然地發生，它可能會指引科學家向新的物理學模型。該發現也將證實，威廉兒.東和弗朗斯.哈爾比勒陀利烏斯在2017年所指出的一件事，黑洞有「頭髮」。

## 更多
- Press, William H.; Teukolsky, Saul A. (1972). "Floating Orbits, Superradiant Scattering and the Black-hole Bomb". Nature. 238 (5361): 211–212. Bibcode:1972Natur.238..211P（页面存档备份，存于）. doi:10.1038/238211a0. （页面存档备份，存于）
- Paolo Pani, Vitor Cardoso, Leonardo Gualtieri, Emanuele Berti, Akihiro Ishibashi (27 September 2012). "Black-Hole Bombs and Photon-Mass Bounds". Physical Review Letters. arXiv:1209.0465（页面存档备份，存于）. Bibcode:2012PhRvL.109m1102P（页面存档备份，存于）. doi:10.1103/PhysRevLett.109.131102（页面存档备份，存于）.
- William E. East, Frans Pretorius (24 July 2017). "Superradiant Instability and Backreaction of Massive Vector Fields around Kerr Black Holes". Physical Review Letters. American Physical Society. arXiv:1704.04791（页面存档备份，存于）. Bibcode:2017PhRvL.119d1101E（页面存档备份，存于）. doi:10.1103/PhysRevLett.119.041101（页面存档备份，存于）.